# Fortín de San Mauricio
El Fortín de San Mauricio, en catalán:Castellot del Serrat del Maurici, o también conocido como Fortí del Maurici, es un fortín del siglo  XIX, actualmente se encuentra en estado ruinoso, en el municipio de Balsareny comarca del Bages de la provincia de Barcelona y está declarado Bien Cultural de Interés Nacional.

## Descripción
Se encuentra cerca del pueblo, junto a la carretera que va hacia Suria y al otro lado del Eje del Llobregat. A pesar de tratarse de uno de los mejores ejemplos de arquitectura militar del siglo pasado, no se llegó a construir por completo. Se trata de una construcción militar de época carlista (1838) de planta prácticamente cuadrada, con tres torres de sección circular en los vértices, excepto por el lado de levante donde no tiene. Las piedras, de dimensiones considerables, subrayan la función militar que tenía la construcción. Solamente hay unas pequeñas aberturas por el lado de mediodía. Quedan rastros de algunas pequeñas aberturas en forma de aspillera. El estado general de la construcción es ruinoso.

## Historia
Las ruinas del fortín se encuentran sobre una loma conocida con el topónimo de Serrat del Maurici, frente al castillo de Balsareny, topónimo que da nombre también a esta fortificación.
Según noticias recogidas, el fortín fue construido en 1838 por una fuerza de zapadores y una brigada de mulos. Los trabajos duraron bastante tiempo y finalmente se instaló una compañía del batallón del Júcar. A pesar de ser edificado para defenderse de los carlistas, durante la primera guerra carlista fue ocupado por el conde Carlos de España, que sitiaba Balsareny. El conde instaló su artillería y desde allí disparó contra las casas del pueblo, hasta la llegada de las tropas liberales y el fin del asedio.
El fortín a finales del siglo  XIX ya estaba en ruinas. Este fuerte y el de la Torreta, situado bajo el castillo de Balsareny, controlaba el camino real de Berga.